# Is This Love (canción de Whitesnake)
«Is This Love» (en español: «Es esto amor») es una power ballad interpretada por la banda de hard rock y glam metal brito-estadounidense Whitesnake, perteneciente a su séptimo álbum de estudio homónimo Whitesnake (1987).
La canción fue escrita por el líder y vocalista de la banda David Coverdale, coescrita por el guitarrista John Sykes, producida por Mike Stone y coproducida por Keith Olsen y es una de las canciones más populares de la banda. Se rumoreó, que la canción había sido originalmente y especialmente escrita para Tina Turner. Coverdale confirmó estos rumores en el folleto de la edición especial del álbum que celebraba el 20º. aniversario de su lanzamiento:
“Antes de irme de Francia, un amigo de EMI me preguntó si tenía algunas ideas que pudiesen funcionar para trabajar con Tina Turner. Y de ahí viene la idea original de la canción.”
El sencillo se convirtió en un éxito para la banda, alcanzando el número 9 en la lista de sencillos del Reino Unido y el número 2 en el Billboard Hot 100, siendo su segundo mayor éxito en los Estados Unidos después de "Here I Go Again", que alcanzó el número 1. El sencillo fue reeditado en 1994 para promover el Greatest Hits de la banda, y contó con la canción "Sweet Lady Luck" (que anteriormente sólo estaba disponible como lado B del sencillo "The Deeper the Love") y "Now You're Gone." Esta versión alcanzó el número 25 en la lista de sencillos del Reino Unido.
Fue seleccionada en el puesto #87 en las listas realizadas por VH1 de las 100 Grandes Canciones de Amor y el puesto #10 en el Greatest Power Ballads.
The Audio Thieves junto a Uniting Nations interpretan la canción para su álbum de 2006 Dance Cover,Thomas Anders graba la canción para su álbum Songs Forever.

## Video musical
En el video musical realizado para la canción, muestra a Coverdale con su entonces novia y actual exesposa, la actriz Tawny Kitaen en provocativos cameos, mientras la banda interpreta la canción en un escenario brumoso y azulado.

## Canciones
Vinilo de 12"
1. «Is This Love» - 4:44
2. «Bad Boys» - 4:10 (Geffen)
3. «Standing In The Shadow» - 3:53 (EMI) (Coverdale)

## Posicionamiento en listas
| Lista (1987/1988)                       | Mejor posición |
| --------------------------------------- | -------------- |
| Australia (Kent Music Report)           | 12             |
| Canadá (RPM Top Singles)                | 11             |
| Estados Unidos (Billboard Hot 100)      | 2              |
| Estados Unidos (Mainstream Rock Tracks) | 13             |
| Irlanda (IRMA)                          | 21             |
| Países Bajos (Dutch Top 40)             | 23             |
| Reino Unido (UK Singles Chart)          | 9              |

## Banda
- David Coverdale: voz principal y coros
- John Sykes: guitarra eléctrica y coros
- Neil Murray: bajo
- Aynsley Dunbar: batería

Miembros adicionales
- Don Airey: sintetizadores